# Château de Saint-Maclou
Le château de Saint-Maclou est une demeure datant du XVIIe siècle, qui se dresse sur le territoire de la commune française de Saint-Maclou dans le département de l'Eure, en région Normandie.
Le château est partiellement inscrit au titre des monuments historiques.

## Localisation
Le château est situé à 560 m au sud-est de l'église, sur la commune de Saint-Maclou, dans le département français de l'Eure.

## Historique
Le château de Saint-Maclou est construit vers 1660 par Marc-Aurèle de Giverville et Claude Jubert. Au XIXe siècle, il est agrandi de deux ailles en retour. Le château fut au centre de la ténébreuse affaire de captation d'héritage dont fut victime le tout jeune Édouard-Toussaint de Giverville. Après 1776, rétabli dans son droit avec l'aide de Catherine de Russie, il y mena de grands travaux. Il rêva d'y accueillir sa bienfaitrice, l'impératrice de toutes les Russies, mais n'eut pas cette chance. Il se ruina dans ses travaux, fut arrêté puis guillotiné le 7 juillet 1794.
En 1860, il est acquis par Dominique Vauquelin, neveu du célèbre alchimiste Louis-Nicolas Vauquelin (1763-1829).

## Description
La demeure, bâtie en brique et pierre, est un bon exemple de l'architecture Louis XIV en Normandie. Il s'élève au centre d'un terre-plein entouré de douves sèches et sa façade sud s'ouvre sur une immense perspective de tilleuls plusieurs fois centenaires. Un élégant colombier l'accompagne. Restauré avec soin, après quarante ans d'abandon et de pillage, il fut brièvement ouvert à la visite de 2003 à 2007 avant d'être revendu et refermé. En 2019, des chambres d'hôtes haut de gamme y sont proposées.

## Protection
Les façades et les toitures du château (à l'exception des deux ailes ajoutées au XIXe siècle) ; la cour d'honneur ; les douves avec leur pont ; les perspectives nord et sud sont inscrites au titre des monuments historiques par arrêté du 7 juillet 1977,.
Le parc du château est recensé à l'Inventaire général du patrimoine culturel.